# آلان عون
آلان جوزيف عون (1972) هو سياسي لبناني، ونائب في البرلمان اللبناني منذ 2009. ينتمي عون للتيار الوطني الحر، وهو ابن أخت رئيس الجمهورية ميشال عون.